# Wilson Witzel

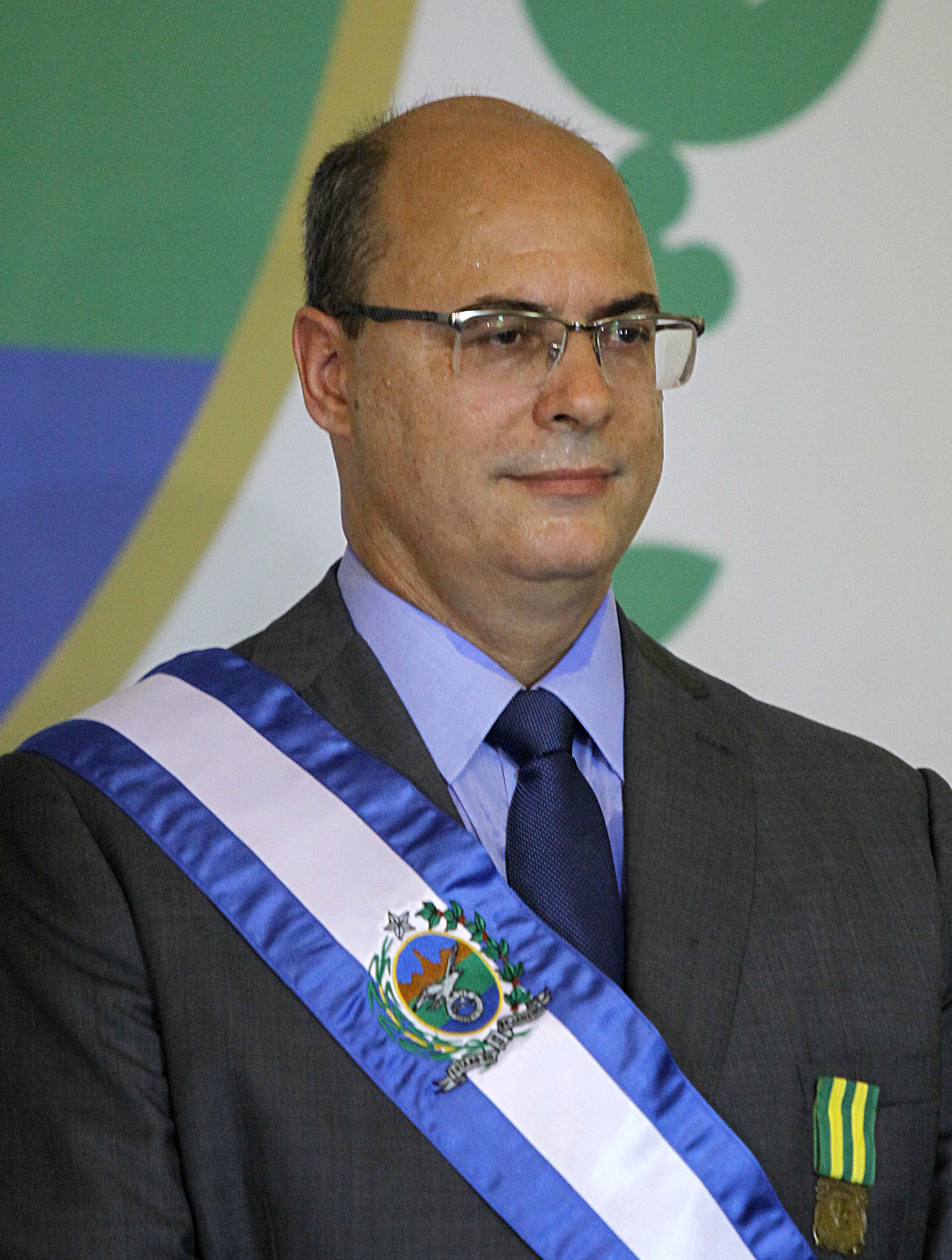
Wilson Witzel als Gouverneur des Bundesstaates Rio de Janeiro

Wilson José Witzel (geboren am 19. Februar 1968 in Jundiaí) ist ein brasilianischer Politiker des rechtsgerichteten und evangelikal-fundamentalistischen Partido Social Cristão. Er war 2019/2020 Gouverneur des Bundesstaats Rio de Janeiro.

## Leben
Witzel hat deutsche und italienische Vorfahren. Bei der brasilianischen Marine erreichte er den Offiziersgrad Leutnant zweiter Klasse. Witzel promovierte in Politikwissenschaften und Kriminalrecht der Universidade Federal Fluminense. Er arbeitete vor seiner Wahl zum Gouverneur als Bundesrichter. Im Oktober 2018 setzte er sich bei den Gouverneurswahlen anlässlich der Wahlen in Brasilien 2018 gegen den Liberalen Eduardo Paes durch und wurde 2019 der 63. Gouverneur des Bundesstaates Rio de Janeiro, als Nachfolger von Luiz Fernando Pezão.
Im April 2020 waren bei Wilson und der First Lady von Rio de Janeiro Helena Witzel der Corona-Virus diagnostiziert worden.

## Politik als Gouverneur

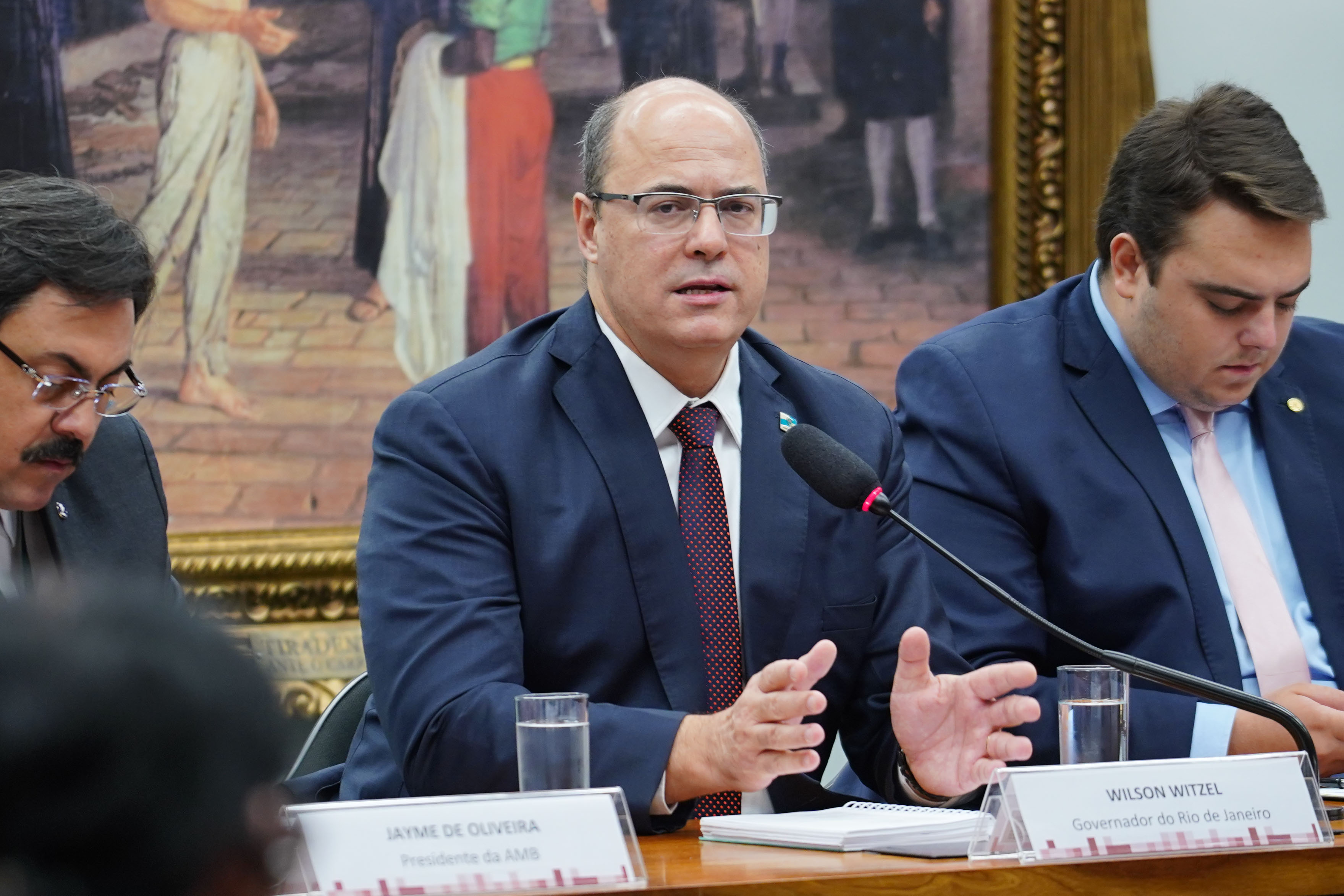
Witzel in der Câmara dos Deputados

Unter Witzel wurde eine Offensive gegen Bandenkriminalität und den Drogenhandel gestartet, mit dem Ziel, die Bandenkriminalität auszulöschen. Dabei nahm die Zahl der Todesopfer sowohl bei Bandenmitgliedern und unbeteiligten Zivilisten als auch den teilweise schlecht ausgebildeten und schlecht ausgestatteten Polizeikräften bei Kämpfen in den Favelas dramatisch zu. Der Regierung werden Verstöße gegen rechtsstaatliche Prinzipien vorgeworfen, so schießen Spezialeinheiten in Hubschraubern mit Scharfschützengewehren auf Verdächtige, wobei auch Kinder getötet werden. Witzel macht jedoch ausschließlich die als Terroristen bezeichneten Banden für Todesfälle verantwortlich. Sowohl weite Teile der Bevölkerung als auch die Gewerkschaft der Polizei lehnen diese Maßnahmen ab. Am 28. August 2020 wurde er wegen des Verdachts der Korruption auf Anweisung des Obersten Gerichtshofes (Superior Tribunal de Justiça) amtsenthoben.

## Kabinett Witzel
Zum Vizegouverneur wurde sein Parteigenosse Cláudio Castro ernannt. Für seine Landesregierung ernannte er 19 Staatssekretäre.